# 正定函數
在數學上，複值域函數的正定函數是和正定矩陣有關的特質。
令{\displaystyle \mathbb {R} }是實數集合，{\displaystyle \mathbb {C} }為複數集合。
函數{\displaystyle f:\mathbb {R} \to \mathbb {C} }稱為半正定，若針對所有實數x1, …, xn， n × n 矩陣
{\displaystyle A=\left(a_{ij}\right)_{i,j=1}^{n}~,\quad a_{ij}=f(x_{i}-x_{j})}
都是半正定矩陣。
依照定義，半正定矩陣（像是{\displaystyle A}）會是埃尔米特矩阵，因此f(−x)是f(x))的共轭复数。
若上述矩陣改為正定矩陣、半負定矩陣及負定矩陣，則函數則為正定函數、半負定函數及負定函數。

## 舉例
若{\displaystyle (X,\langle \cdot ,\cdot \rangle )}是實内积空间，則{\displaystyle g_{y}\colon X\to \mathbb {C} }, {\displaystyle x\mapsto \exp(i\langle y,x\rangle )}對於每一個{\displaystyle y\in X}是正定：針對所有{\displaystyle u\in \mathbb {C} ^{n}}，以及所有{\displaystyle x_{1},\ldots ,x_{n}}，可得
{\displaystyle u^{*}A^{(g_{y})}u=\sum _{j,k=1}^{n}{\overline {u_{k}}}u_{j}e^{i\langle y,x_{k}-x_{j}\rangle }=\sum _{k=1}^{n}{\overline {u_{k}}}e^{i\langle y,x_{k}\rangle }\sum _{j=1}^{n}u_{j}e^{-i\langle y,x_{j}\rangle }=\left|\sum _{j=1}^{n}{\overline {u_{j}}}e^{i\langle y,x_{j}\rangle }\right|^{2}\geq 0.}
正定函數的非負線性組合也是正定函數，像是余弦函數是上述函數的非負線性組合，因此是正定的：
{\displaystyle \cos(x)={\frac {1}{2}}(e^{ix}+e^{-ix})={\frac {1}{2}}(g_{1}+g_{-1}).}
若有正定函數{\displaystyle f\colon \mathbb {R} \to \mathbb {C} }，以及向量空间{\displaystyle X}，可以建立正定函數{\displaystyle f\colon X\to \mathbb {C} }：選擇線性函數 {\displaystyle \phi \colon X\to \mathbb {R} }，並且定義{\displaystyle f^{*}:=f\circ \phi }.
則
{\displaystyle u^{*}A^{(f^{*})}u=\sum _{j,k=1}^{n}{\overline {u_{k}}}u_{j}f^{*}(x_{k}-x_{j})=\sum _{j,k=1}^{n}{\overline {u_{k}}}u_{j}f(\phi (x_{k})-\phi (x_{j}))=u^{*}{\tilde {A}}^{(f)}u\geq 0,}
其中{\displaystyle {\tilde {A}}^{(f)}={\big (}f(\phi (x_{i})-\phi (x_{j}))=f({\tilde {x}}_{i}-{\tilde {x}}_{j}){\big )}_{i,j}}，而在{\displaystyle \phi }線性時，每一個{\displaystyle {\tilde {x}}_{k}:=\phi (x_{k})}都是不同的。

## Bochner定理
正定函數也出現在傅里叶变换的理論中，可以看出一個函數f正定就是可以成為在函數g（且g(y) ≥ 0）在實數線上傅里叶变换的充份條件。
反過來的結果就是Bochner定理，提到在實數線上的连续正定函數是正测度的傅里叶变换。

### 應用
在统计学（特別是贝叶斯统计）裡，此定理常用在實函數中，一般來說，會在{\displaystyle R^{d}}裡選幾個點，針對其純量值進行n個純量的量測，若要量測結果有高度相關性，這些點需要互相靠近。實際上，必須小心確保所得的共變異數矩陣（n × n矩陣）恆為正定矩陣。有一個作法是定義一個相關矩陣，再乘以純量，得到协方差矩阵，所得的一定是正定矩陣。Bochner定理表示，若二個點的相關係數只會隨其距離而變化（也就是距離的函數f），則函數f一定會是正定函數，以確保共變異數矩陣A是正定的。
在此context下，一般不會用傅里叶变换，而是稱f(x)是對稱機率密度函數（PDF）的特征函数。

## 擴展
可以在局部緊阿貝爾拓樸群定義正定函數，Bochner定理可以擴展到此context。群上的正定函數會出自然的出現在希尔伯特空间上群的表示论裡（也就是酉表示的理論）。

## 腳註
1. ↑  Cheney, Elliot Ward. . American Mathematical Society. 2009: 77–78  [3 February 2022]. ISBN 9780821847985.
2. ↑  Bochner, Salomon. . Princeton University Press. 1959.